# Скарнафиджи
Скарнафѝджи (на италиански: Scarnafigi; на пиемонтски: Scarnafis, Скарнафис) е село и община в Северна Италия, провинция Кунео, регион Пиемонт. Разположено е на 296 m надморска височина. Населението на общината е 2176 души (към 2010 г.).